# Byrojanahalli, Chik Ballapur
Byrojanahalli là một làng thuộc tehsil Chik Ballapur, huyện Kolar, bang Karnataka, Ấn Độ.